# Promé Divishon
Promé Divishon (Sekshon Pagá mellan 1974 och 2015) är högstaligan i fotboll på Curaçao, ligan grundades 1921 och är den av de äldsta fotbollsligorna i Karibien, den första säsongen sparkade igång samma år.  De två bästa lagen varje säsong kvalificerade sig för Kopa Antiano, för att kora en Nederländska Antillerna-mästare, fram till Nederländska Antillernas upplösning 2010.

## Mästare
- 1921 — Sparta
- 1921/22 — Juliana
- 1922/23 — Sparta
- 1924/25 — Sparta
- 1925/26 — Jong Holland
- 1926/27 — Dutch
- 1928 — Jong Holland
- 1929 — Asiento
- 1930 — Asiento
- 1931 — Volharding
- 1932 — Jong Holland
- 1933 — Transvaal
- 1934/35 — Asiento
- 1935/36 — Jong Holland
- 1936/37 — Racing Club Curaçao
- 1937/38 — Jong Holland
- 1938/39 — SUBT
- 1939/40 — Jong Holland
- 1941/42 — SUBT
- 1942/43 — Independiente
- 1943/44 — Jong Holland
- 1945/46 — SUBT
- 1946/47 — SUBT
- 1947/48 — SUBT
- 1948/49 — Ej spelad
- 1949/50 — Jong Holland
- 1950 — SUBT
- 1951 — SUBT
- 1952 — Jong Holland
- 1953/54 — SUBT
- 1954/55 — SUBT
- 1955/56 — SUBT
- 1956 — SUBT
- 1957 — Ej spelad
- 1958/59 — SUBT
- 1959/60 — Jong Holland
- 1960/61 — Sithoc
- 1961/62 — Sithoc
- 1962/63 — Veendam
- 1963/64 — Jong Colombia
- 1964/65 — Scherpenheuvel
- 1965/66 — Jong Colombia
- 1966/67 — Jong Colombia
- 1967/68 — Jong Colombia
- 1968/69 — Scherpenheuvel
- 1969/70 — Jong Colombia
- 1970/71 — Ej spelad
- 1971/72 — SUBT
- 1973 — Jong Colombia
- 1974/75 — Jong Colombia
- 1975/76 — SUBT
- 1976/77 — Jong Holland
- 1977/78 — SUBT
- 1978/79 — Jong Colombia
- 1979/80 — SUBT
- 1981 — Jong Holland
- 1982 — SUBT
- 1983 — SUBT
- 1984 — SUBT
- 1985 — SUBT
- 1986 — Sithoc
- 1987 — Dominguito
- 1988 — Jong Colombia
- 1989 — Sithoc
- 1990/91 — Sithoc
- 1991 — Sithoc
- 1992 — Sithoc
- 1993 — Sithoc
- 1994 — Jong Colombia
- 1995/96 — Sithoc
- 1996 — UNDEBA
- 1997 — UNDEBA
- 1998/99 — Jong Holland
- 2000 — Jong Colombia
- 2001/02 — Barber
- 2002/03 — Barber
- 2003/04 — Barber
- 2004/05 — Barber
- 2005/06 — UNDEBA
- 2006/07 — Barber
- 2007/08 — UNDEBA
- 2009 — Hubentut Fortuna
- 2009/10 — Hubentut Fortuna
- 2010/11 — Hubentut Fortuna
- 2012 — Dominguito
- 2013 — Dominguito
- 2014 — Barber
- 2015 — Dominguito
- 2016 — Dominguito
- 2017 — Dominguito
- 2017/18 — Jong Holland
- 2018/19 — Vesta
- 2019/20 —